# Kardinal-Innitzer-Förderungspreis für Naturwissenschaften
Der Kardinal-Innitzer-Förderungspreis für Naturwissenschaften ist ein von der Erzdiözese Wien verliehener Wissenschaftspreis. Der Preis ist nach Kardinal Theodor Innitzer benannt.

## Der Kardinal-Innitzer-Studienfonds
Dotiert wird der Kardinal-Innitzer-Förderungspreis für Naturwissenschaften durch den Kardinal-Innitzer-Studienfonds, eine Einrichtung zur Förderung der Wissenschaft. Er vergibt jährlich Förderungspreise an hervorragende junge österreichische Wissenschafter in verschiedenen Wissenschaftsdisziplinen.
Für die Prämierung kommen wissenschaftliche Arbeiten in Frage, die in ihrer wissenschaftlichen Bedeutung einer Habilitationsschrift gleichzusetzen sind. Die Bewerber sollen österreichische Staatsbürger sein. Die Arbeiten ausländischer Staatsbürger werden angenommen, wenn sie in Österreich an einer wissenschaftlichen Institution ständig arbeiten. Die Bewerbungen werden durch den Studienfonds begutachtet, wobei auch externe Gutachter beauftragt werden.

## Preisverleihung
Die Preisverleihung nimmt der Erzbischof von Wien, derzeit Kardinal Christoph Schönborn, im Rahmen einer feierlichen Vergabesitzung im Dezember jedes Kalenderjahres vor.

## Träger des Kardinal-Innitzer-Förderungspreises für Naturwissenschaften
- 1971: Friedrich Kral, Prof. für Waldbau, Universität für Bodenkultur, Wien; Kurt Richter, Prof. für Grundlagen und Theorie der Elektrotechnik, Techn. Universität Graz; Franz Seifert, Univ.-Prof. für Industr. Elektronik, Technische Universität Wien
- 1972: Friedrich Bensch, Prof. für Neutronenphysik, Technische Universität, Wien; Richard Eier, Prof. für Computertechnik, Technische Universität, Wien
- 1973: Kurt Zukriegl, Prof. für Forstliche Vegetationskunde, Universität für Bodenkultur
- 1974: Herfried Griengl, Prof. für Organische Chemie, Technische Universität, Graz; Gerhard Kostner, Prof. für Med. Biochemie und Med. Mulekularbiologie, Universität Graz; Hagen Spath, Prof. für Physikalische Chemie, Technische Universität Graz, gest. 1979
- 1975: Karlheinz Schwarz, Univ.-Prof. für Physikalische Chemie, Technische Universität Wien; Johann Weinrichter, Univ.-Prof. für Nachrichtentechnik, Technische Universität Wien
- 1976: Hans Karl Kaiser, Univ.-Prof. für Algebra, Technische Universität Wien; Helmut Nowotny, Univ.-Prof. für Theor. Festkörperphysik, Techn. Universität Wien
- 1977: Herbert Mang, Ingenieurwissenschaftler und Prof. für Festigkeitslehre, Technische Universität Wien
- 1978: Ulrich Mayer, Univ.-Prof. für Anorganische Chemie, Technische Universität Wien
- 1979: Gerhard Schiffner, Univ.-Prof. für Elektrotechnik und Informationstechnik, Universität Bochum; Anton Zeilinger, Quantenphysiker
- 1980: Rainer Dirl, Prof. für Theoretische Physik, Technische Universität Wien; Harald Kaufmann, Univ.-Prof. für Physikalische Chemie, Universität Wien
- 1981: Jürgen Hafner, Prof. für Materialphysik und Center for Computational Materials Sci., Technische Universität Wien
- 1982: Siegfried Hermann, Univ.-Dozent für Gebäudelehre und Entwerfen, Technische Universität, Wien; Stefanie Stanzl, Prof. für Experimentelle Festkörperphysik, Universität für Bodenkultur
- 1983: Gerald Badurek, Univ.-Prof. am Institut für Kernphysik, Technische Universität Wien
- 1984: Erich Wimmer, Univ.-Dozent für Theoretische Chemie, Universität Wien
- 1985: Raimund Podloucky, Prof. für Physikalische Chemie, Universität Wien
- 1986: Paul Messner, Prof. Zentrum für Ultrastrukturforschung der Universität für Bodenkultur, Wien
- 1987: Alfred Korner, Prof. für Materialphysik, Universität Wien
- 1988: Hans Irschik, Prof. für Allgemein Technische Mechanik und Grundlagen der Maschinenlehre, Universität Linz
- 1989: kein Preis vergeben
- 1990: kein Preis vergeben
- 1991: Konrad Krainer, Prof., Abt. Schule und Gesellschaftl. Lernen, Universität Klagenfurt
- 1992: Peter Blaha, Prof. für Physikal. Chemie, Technischen Universität, Wien; Dietmar Pum, Prof. am Zentrum für Ultrastrukturforschung, BOKU Wien
- 1993: Rudolf Heuer, Prof. am Institut für allgemeine Mechanik, Technische Universität, Wien
- 1994: Gerhard Kahl, Prof. für Theoret. Physik, Technische Universität Wien; Gerhard Larcher, Prof. am Institut für Mathematik, Universität Salzburg
- 1995: Ulrich Schmid, Prof. für Rechnergesteuerte Automation, Technische Universität, Wien
- 1996: Manfred Helm, Prof. am Institut für Halbleiterphysik, Universität Linz; Gerhard Zifferer, Prof. am Institut für Physikalische Chemie, Universität Wien
- 1997: Günther Meschke, Prof. für Festigkeitslehre, Universität Bochum; Gerhard Widmer, Prof. am Institut für Medizinische Kybernetik, Universität Wien
- 1998: kein Preis vergeben
- 1999: Andreas Molisch, Univ.-Doz., Institut für Nachrichtentechnik und Hochfrequenztechnik, Technische Universität Wien
- 2000: kein Preis vergeben
- 2001: Christoph Adam, Prof. am Institut für Allgem. Mechanik, Technische Universität Wien; Andreas Kugi, Prof. am Institut für Regelungstechnik/Mechatronik, Johannes Kepler Universität Linz; Christina Streli, Prof. am Atominstitut, Technische Universität Wien
- 2002: Martin Winter, Univ.-Prof. am Institut für Chem. Technologie anorgan. Stoffe, TU Graz
- 2003: Roman Lackner, Assistent am Institut f. Festigkeitslehre, TU Wien
- 2004: Marion Rauner, Univ.-Doz. an der Fakultät für Informatik, Univ. Wien; Christian Hellmich, Univ.-Prof. am Institut für Festigkeitslehre, TU Wien
- 2005: kein Preis vergeben
- 2006: Gerald Matz, Univ.-Prof. am Institut für Nachrichten- u. Hochfrequenztechnik, TU Wien; Elisabeth Schöll-Paschinger, Univ.-Ass. am Institut für Experimentalphysik, TU Wien
- 2007: Stefan Achleitner, Ass. am Institut f. Umwelttechnik, Univ. Innsbruck
- 2008: Ruth Birner-Grünberger, Zentrum für med. Forschung, Med. Univ. Graz; Arabella Meixner, Institut für Molekulare Biotechnologie
- 2009: Sabine Krist, Universitätsassistentin, Universität Wien; David Stifter, Universitätsassistent am Zentrum für Oberflächen- u. Nanoanalytik, Johannes Kepler Universität Linz
- 2010: Mario Huemer, Univ.-Prof. an der Alpen-Adria-Universität Klagenfurt
- 2011: Karin Hofstetter verhel. de Borst, Univ.-Ass. am Institut für Mechanik der Werkstoffe, TU Wien; Daniel Schramek, Institut für Molekulare Biotechnologie, Wien/Postdoc an Rockefeller University, NY
- 2012: Stefan Gerhold, Assistent Forschungsgruppe für Finanz- und Versicherungsmathematik, TU Wien; Thomas Meurer, Institut f. Automatisierungs- u. Regelungstechnik, TU Wien; Franz Pernkopf, Assoc. Prof. Institute of Signal Processing and Speech Communication, TU Graz; Markus Zanker, Ass.-Prof. am Institut für Angewandte Informatik, Alpen-Adria-Universität Klagenfurt
- 2013: Hannes Kaufmann, Informatiker und an der Techn. Univ. Wien; Monika Oberer, Ass.-Prof. am Institut für Molekularbiosciences, Universität Graz
- 2014: Christoph Hametner, Post doc am Christian Doppler Labor für modellbasierte Kalibriermethoden; Günter Joachim Offner, Univ.-Doz., Lehrbeauftragter am Institut für Thermische Turbomaschinen und Maschinendynamik, TU Graz; Georg Steinhauser, Institute of Atomic and Subatomic Physics, TU Wien
- 2015: Christoph Aistleitner, Mathematiker und Univ.-Doz., Institut für Analysis und Computational Number Theory, TU Graz; Svitlana Demyanets, Department of Laboratory Medicine, Medizinische Universität Wien; Brigitte Gasser, Institut für Biotechnologie, Universität für Bodenkultur Wien; Konstantin Schekotihin, Informatiker und Ass.-Prof. am Institut für Angewandte Informatik, Universität Klagenfurt; Christian Timmerer, Informatiker, Department of Information Technology, Universität Klagenfurt; Mario Waser, Assoz. Univ.-Prof., Institute of Organic Chemistry, JKU Linz
- 2016: Roswitha Hofer, Mathematikerin und Ass.-Prof. am Institut für Finanzmathematik und angewandte Zahlentheorie, JKU Linz; Robert Sitzenfrei, Assoz.-Prof., Universität Innsbruck; Ian Teasdale, Chemiker und Assoz. Univ.-Prof., Institute of Polymer Chemistry, JKU Linz; Anna Weinzinger, Pharmakologin und Assoz.-Prof., Department für Pharmakologie und Toxikologie, Universität Wien
- 2017: Andrei Ionut Mardare, Assoz.-Prof., Institut für Chemische Technologie Anorganischer Stoffe, JKU Linz; Reinhard Neugschwandtner, Universität für Bodenkultur Wien; Vittorio Pace, Faculty of Life Sciences Department of Pharmaceutical Chemistry, Universität Wien; Gareth Parkinson, Oberflächenphysiker und Assoz.-Prof. am Institut für Angewandte Physik, Technische Universität Wien
- 2018: Martin Pfurner, Robotikforscher; Stefan Scheiner, Materialforscher; Erich C. Teppan, Informatiker; Katrin Watschinger, Biochemikerin[2]
- 2019: Josef Füssel, Assoc. Prof. am Institut for Mechanics of Materials and Structures der Technischen Universität Wien; Kerstin Hödlmoser, Assoc. Prof. am Centre for Cognitive Neuroscience der Universität Salzburg; Martin Setvin, Assoc. Prof. am Institut für Angewandte Physik der Technischen Universität Wien
- 2020: Sandra Heinisch-Kuntner, Ass.-Prof. am Institute of Ancient History and Near Eastern Studies der Universität Innsbruck; Barbara Schneider-Muntau, Institut für Infrastruktur Arbeitsbereich für Geotechnik und Tunnelbau der Universität Innsbruck; Stefan Schwarz, Ass. Prof. am Institute of Telecommunications der Fakultät für Elektrotechnik und Informationstechnik der Technischen Universität Wien
- 2021: Bernhard Hofko, Assoc. Prof. am Institut für Verkehrswissenschaften der Technischen Universität Wien; Jakob Sandtner, Institut für Pflanzenbau der Universität für Bodenkultur Wien
- 2022: Roman Gabl, Priv.-Doz. am Institute for Energy Systems (IES) der University of Edinburgh; Richard Küng, Assoz.-Univ. Prof. am Department of Computer Science der Johannes Kepler Universität Linz; Yolanda Salinas, Priv.-Doz. am Institute of Polymer Chemistry (ICP) der Johannes Kepler Universität Linz
- 2023: Philipp Haslinger, Assoc. Prof. am Atominstitut der Technischen Universität Wien
- 2024: Jana Lasser, Univ.-Prof. an der Universität Graz; Julian Lèonard, Assoz.-Prof. an der Technischen Universität Wien